# Campeonato Europeo de Natación en Piscina Corta de 2025
El XXIII Campeonato Europeo de Natación en Piscina Corta se celebrará en Lublin (Polonia) entre el 2 y el 7 de diciembre de 2025 bajo la organización de la Liga Europea de Natación (LEN) y la Federación Polaca de Natación.